# ووکاش کوشمیتسکی
ووکاش کوشمیتسکی (لهستانی: Łukasz Kośmicki؛ زادهٔ ۹ سپتامبر ۱۹۶۸) فیلم‌بردار، فیلم‌نامه‌نویس و کارگردان فیلم اهل لهستان است.

## گزیدهٔ آثار

### سینما

#### فیلم‌نامه‌نویس
- خانه تاریک (۲۰۰۹)

#### فیلم‌بردار
- نبرد ورشو ۱۹۲۰ (۲۰۱۱)
- پوزنان ۵۶ (۱۹۹۶)

### تلویزیون

#### کارگردان
- ملکه (۲۰۲۲)
- تشخیص (۲۰۱۹–۲۰۱۸)
- فرصت دوباره (۲۰۱۶)
- دستورالعمل زندگی (۲۰۱۳–۲۰۱۱)
- یک خانواده لهستانی (۲۰۱۱)